# Museo de Bellas Artes (Boston)
El Museo de Bellas Artes de Boston (del inglés: Museum of Fine Arts), en Boston, Massachusetts, es uno de los museos más importantes de los Estados Unidos y contiene la segunda colección permanente más grande en ese país, tras la del Museo Metropolitano de Arte en Nueva York. El director actual del museo es Matthew Teitelbaum.
Fue creado en el año 1870 y se inauguró en 1876, con una gran parte de sus colecciones tomada de la galería de arte del Ateneo de Boston. Está ubicado en la Avenida Huntington de Boston desde el año 1909. Además de su finalidad conservadora, el museo está asociado con una academia de arte, la Escuela de Bellas Artes de Boston, y un museo hermano, en Nagoya/Boston Museum of Fine Arts, en Nagoya, Japón. 

## Obras destacadas
Algunas de las secciones más destacadas del museo del museo son:
- Antigüedades egipcias, incluyendo esculturas, sarcófagos y joyería.
- Pintura europea antigua, con obras maestras de Rogier van der Weyden, El Greco, Velázquez, Jacob Jordaens, Rembrandt...
- Pintura impresionista y postimpresionista francesa, incluyendo cuadros de Paul Gauguin como ¿De dónde venimos? ¿A dónde vamos? (D'où venons-nous? Que sommes-nous? Où allons-nous?) y obras de Manet, Renoir, Degas, Monet, Van Gogh, Cézanne, entre otros.
- Pintores estadounidenses de los siglos XVIII y XIX, incluyendo muchas obras de John Singleton Copley, Winslow Homer y John Singer Sargent.
- Artes decorativas europeas entre la Edad Media y la década de 1950. Una de sus piezas más singulares es una consola en porcelana de Alcora (España), de hacia 1761-63. Único ejemplo de mueble que se conoce producido en porcelana en dicha localidad.
- La colección Edward S. Morse de 5.000 piezas de cerámica japonesa, que forma parte de la mayor colección de obras japonesas fuera de Japón.
- La Galería Gund, que alberga exposiciones temporales con un jardín japonés fuera del propio museo.

Frecuentemente alberga exposiciones temporales, como la muestra Art of Star Wars (sobre diseños de La guerra de las galaxias) en 2002, que atrajo a más de 1.652.000 visitantes. El museo está abierto todos los días de 10:00 a. m. a 5:00 p. m. excepto el martes.

### 2017: donaciones Van Otterloo y Weatherbie
En octubre de 2017 el museo ha anunciado la mayor donación de pinturas que recibe en toda su historia: 113 obras del barroco holandés y flamenco, debidas a 76 autores diferentes, procedentes de las colecciones privadas Van Otterloo y Weatherbie . Entre los óleos recibidos, se cuenta un importante retrato juvenil de Rembrandt, esbozos sobre tabla de Rubens, retratos de Anton van Dyck, un bodegón de Willem Kalf...

## Galería de obras destacadas

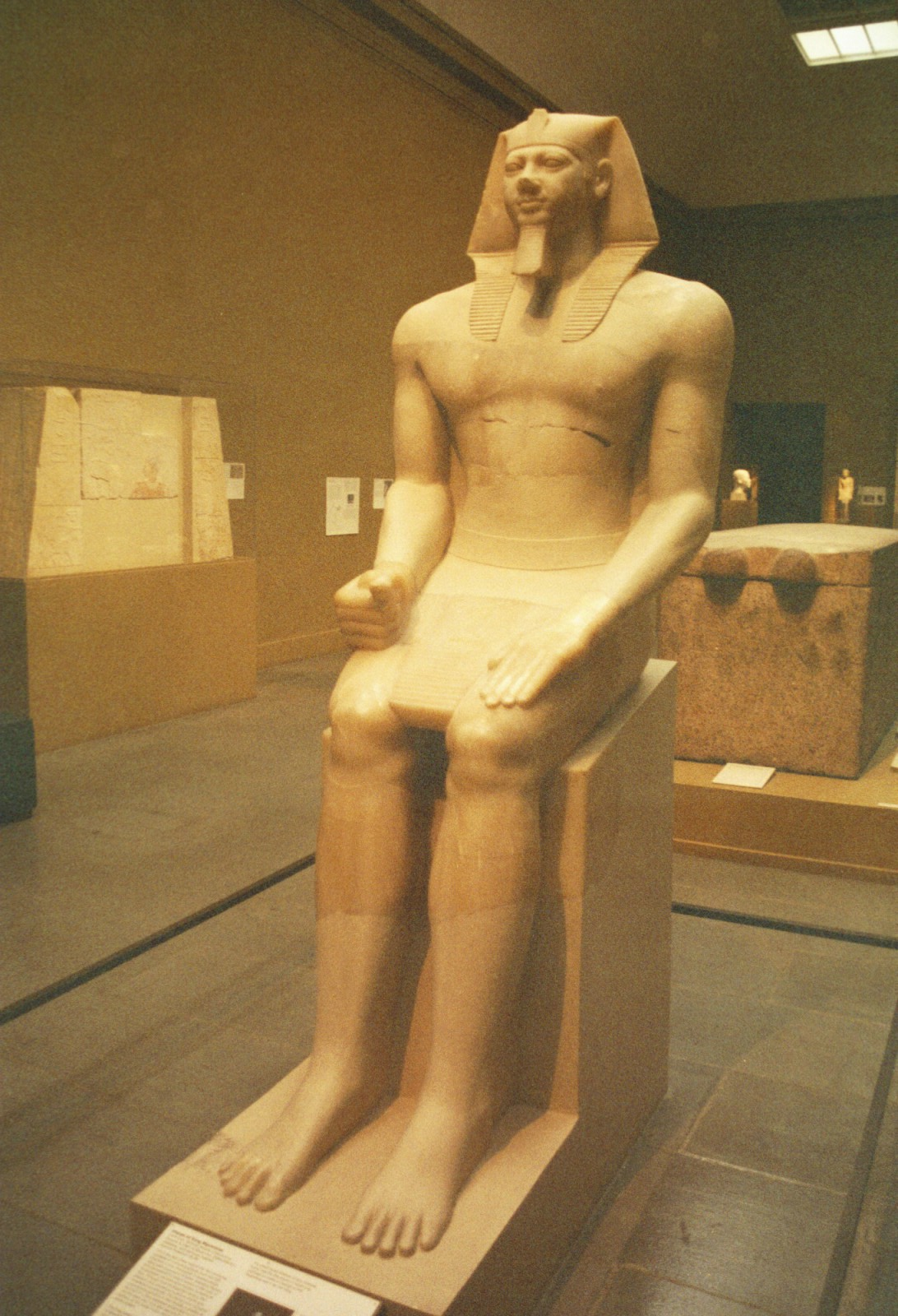
El Museo es famoso por su colección de objetos del antiguo Egipto, (en la imagen la estatua colosal del rey Menkaura).
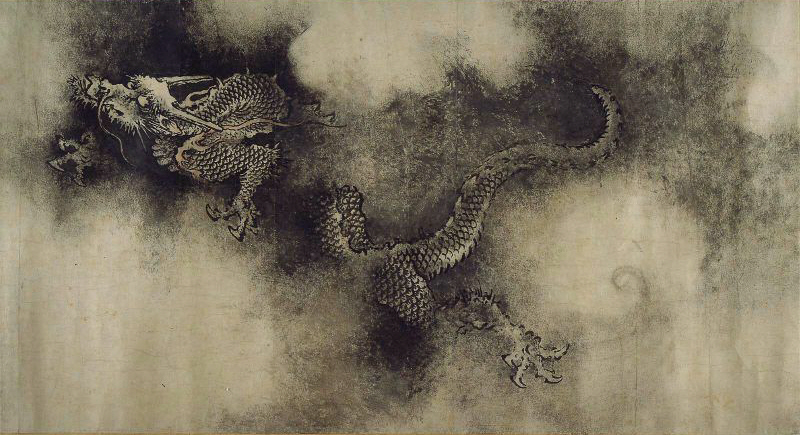
Sección del rollo «Nueve Dragones», por Chen Rong, 1244 d. C., dinastía Song.
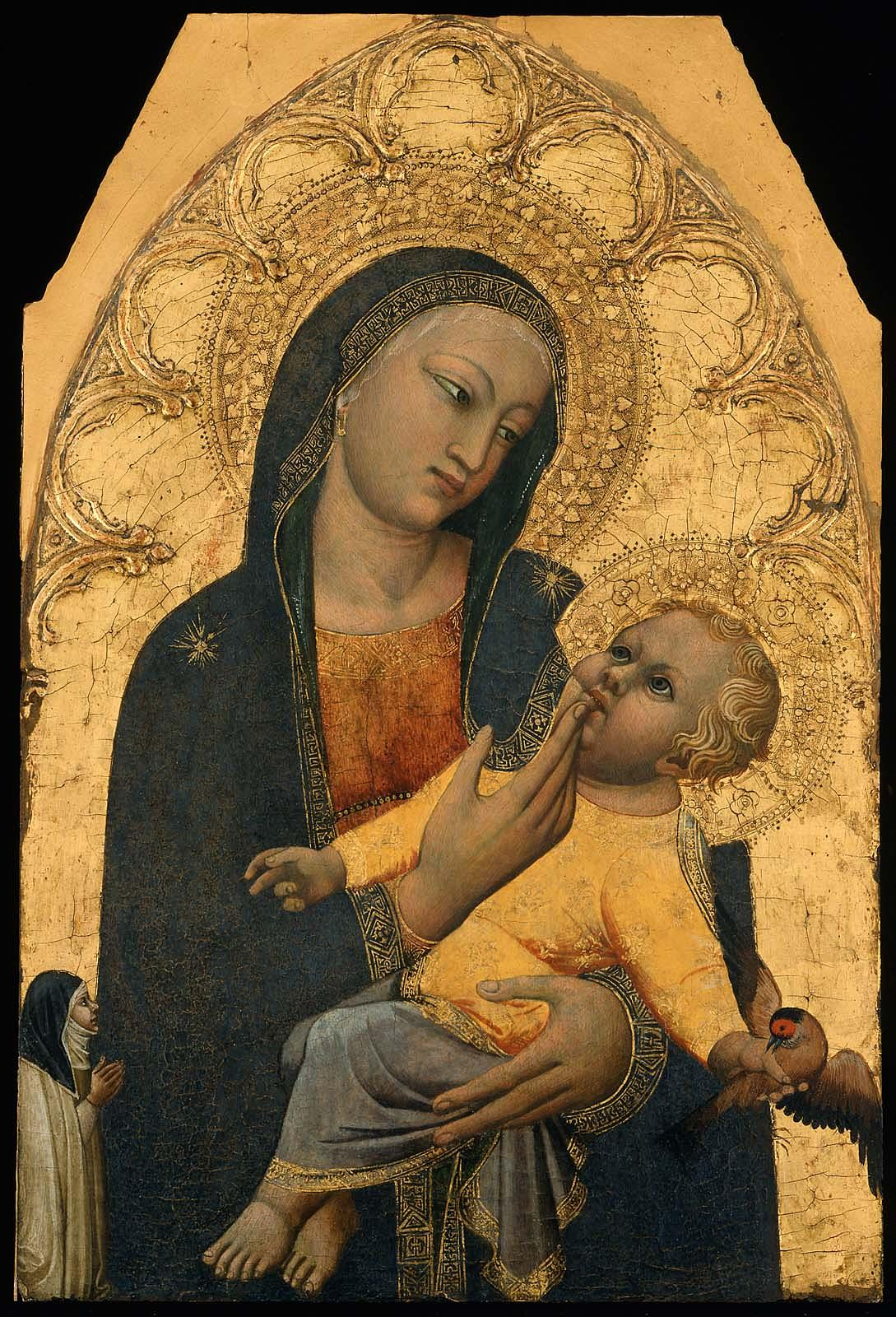
Antonio Veneziano, Virgen con niño, c. 1380
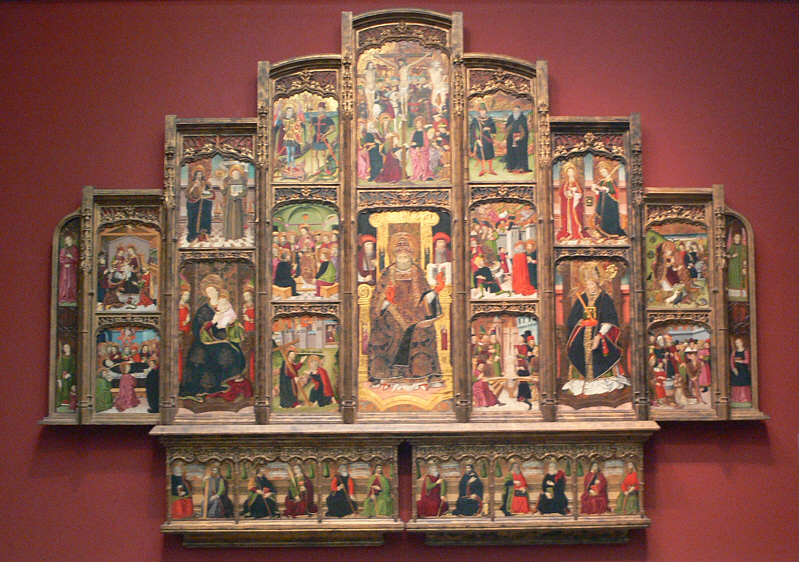
Retablo de San Pedro, de Martín de Soria (siglo XV).
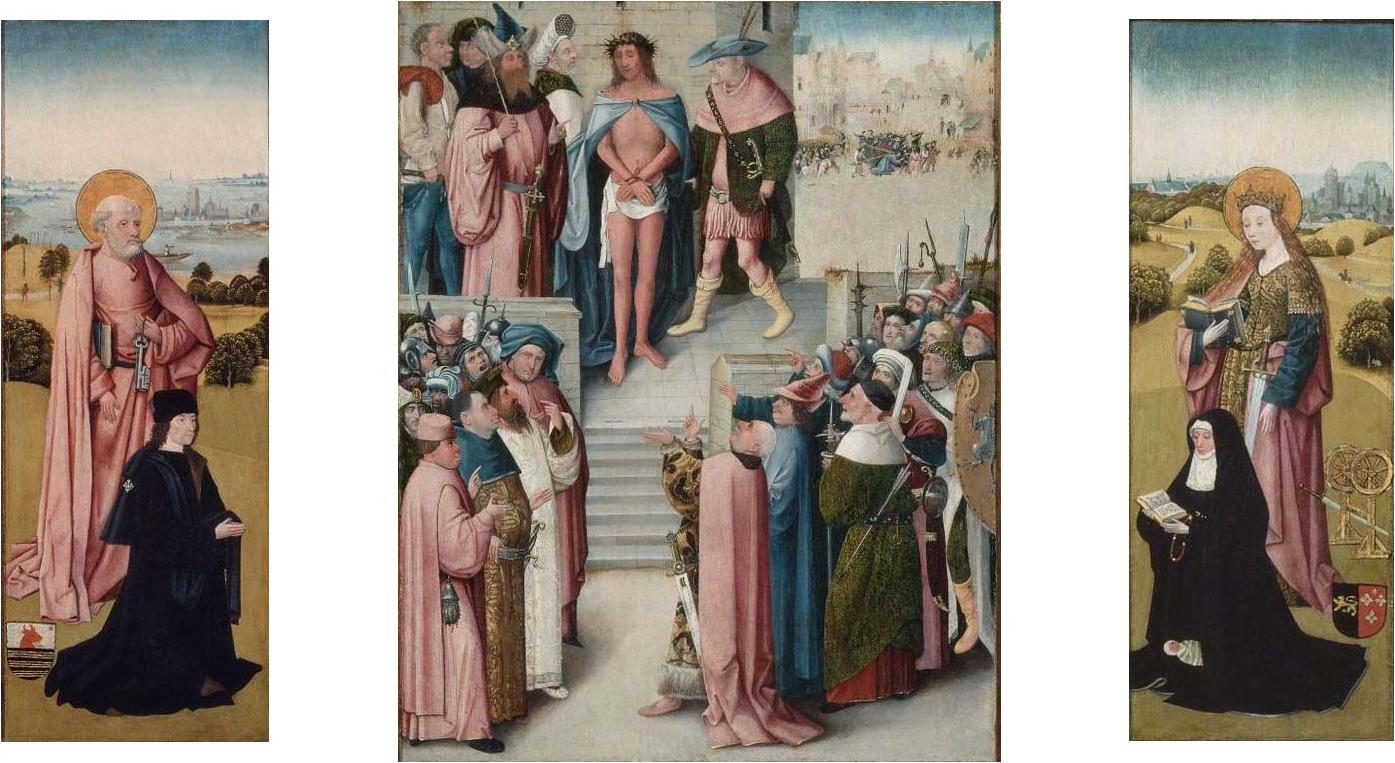
Tríptico del Ecce Homo, de El Bosco.
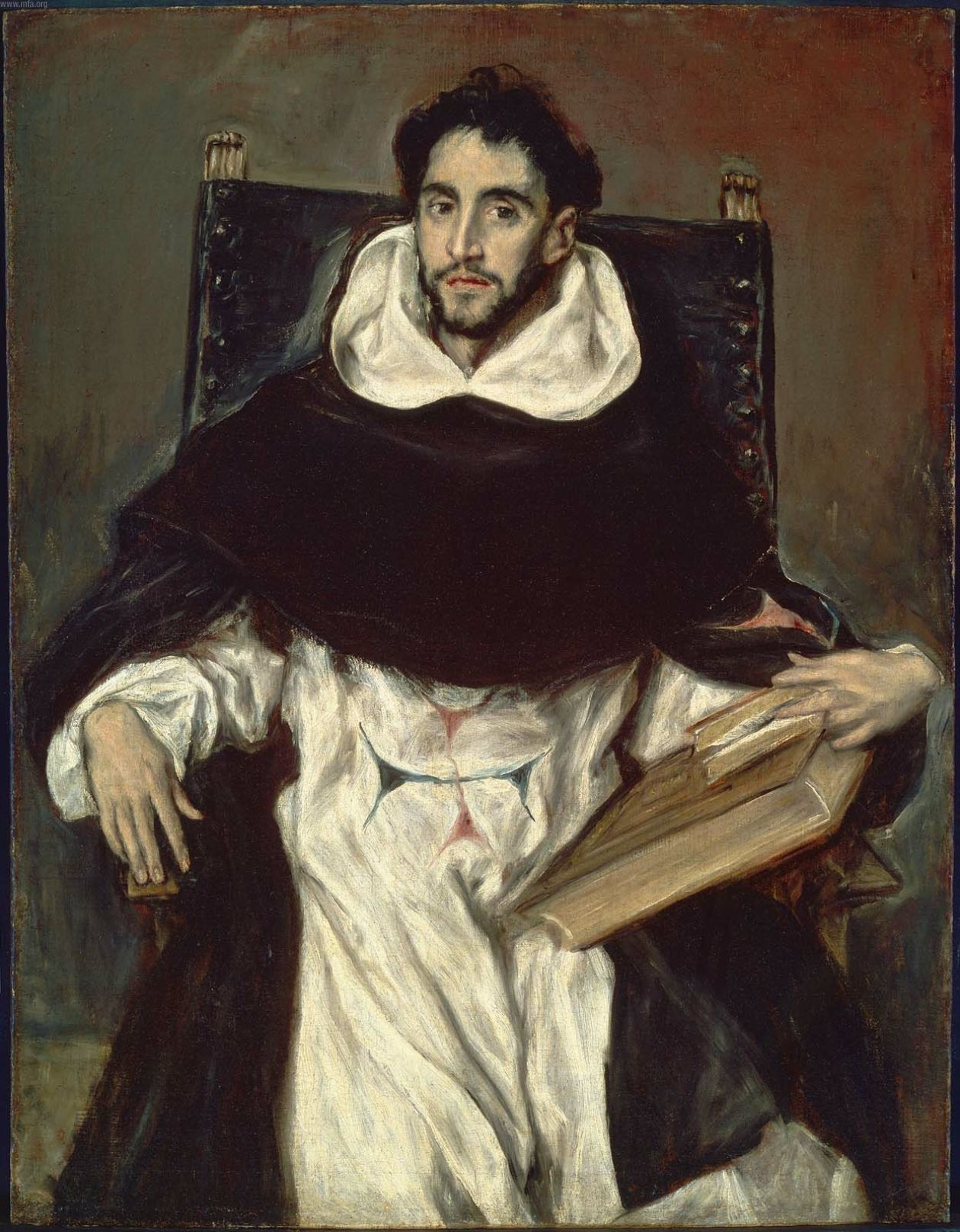
El Greco, Fray Hortensio Félix Paravicino, 1609.
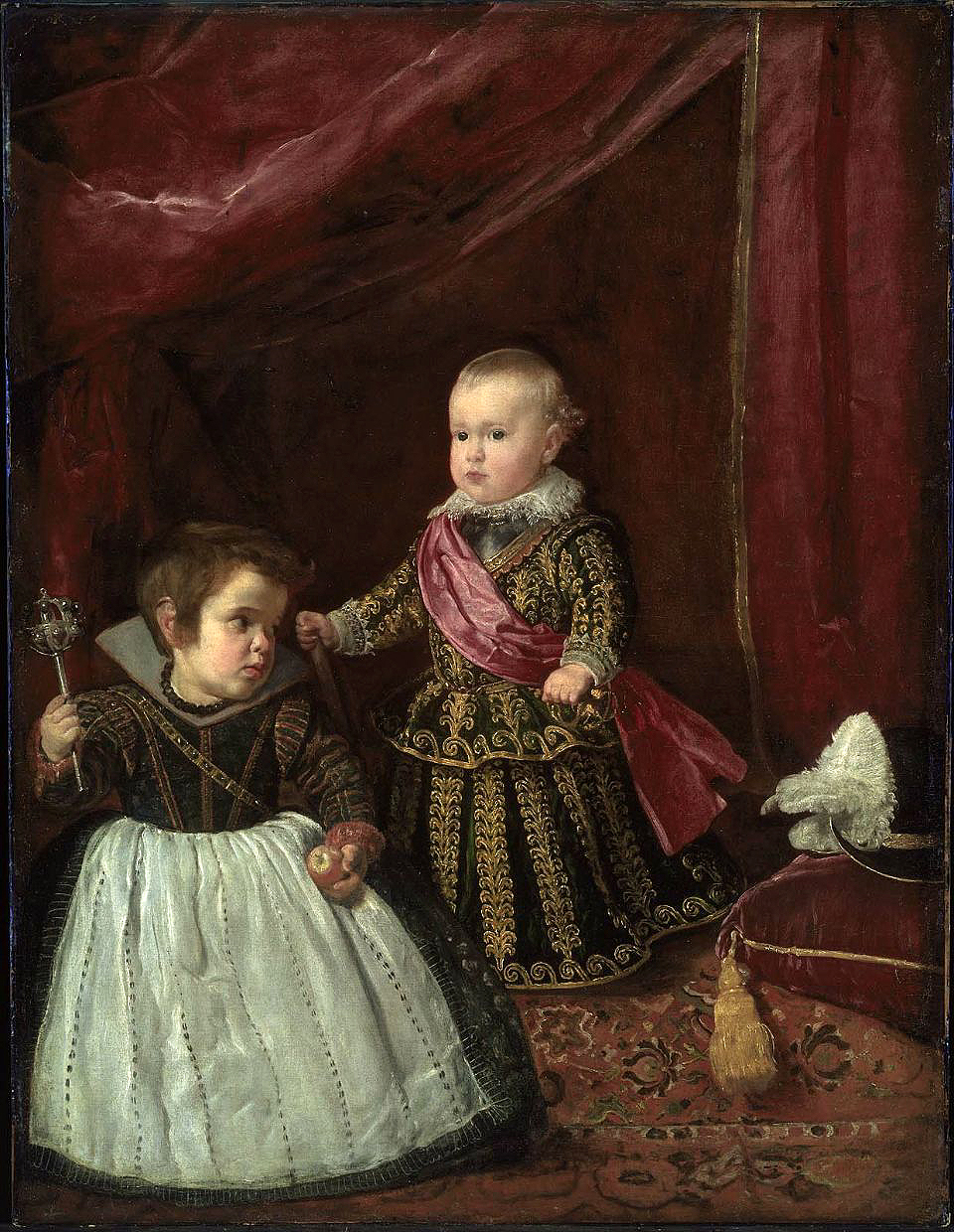
Velázquez, El príncipe Baltasar Carlos con un enano, 1631.
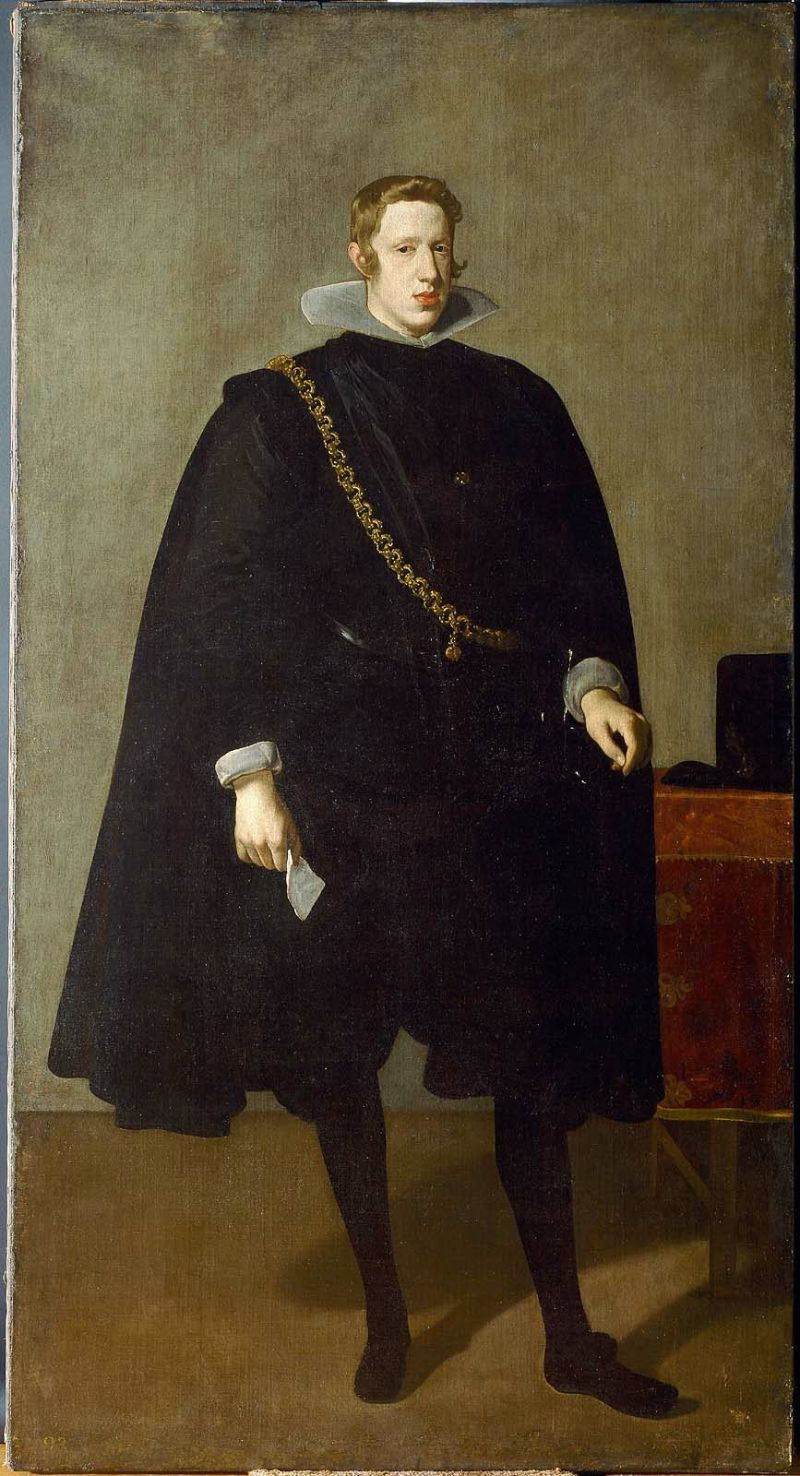
Taller de Velázquez, Felipe IV.
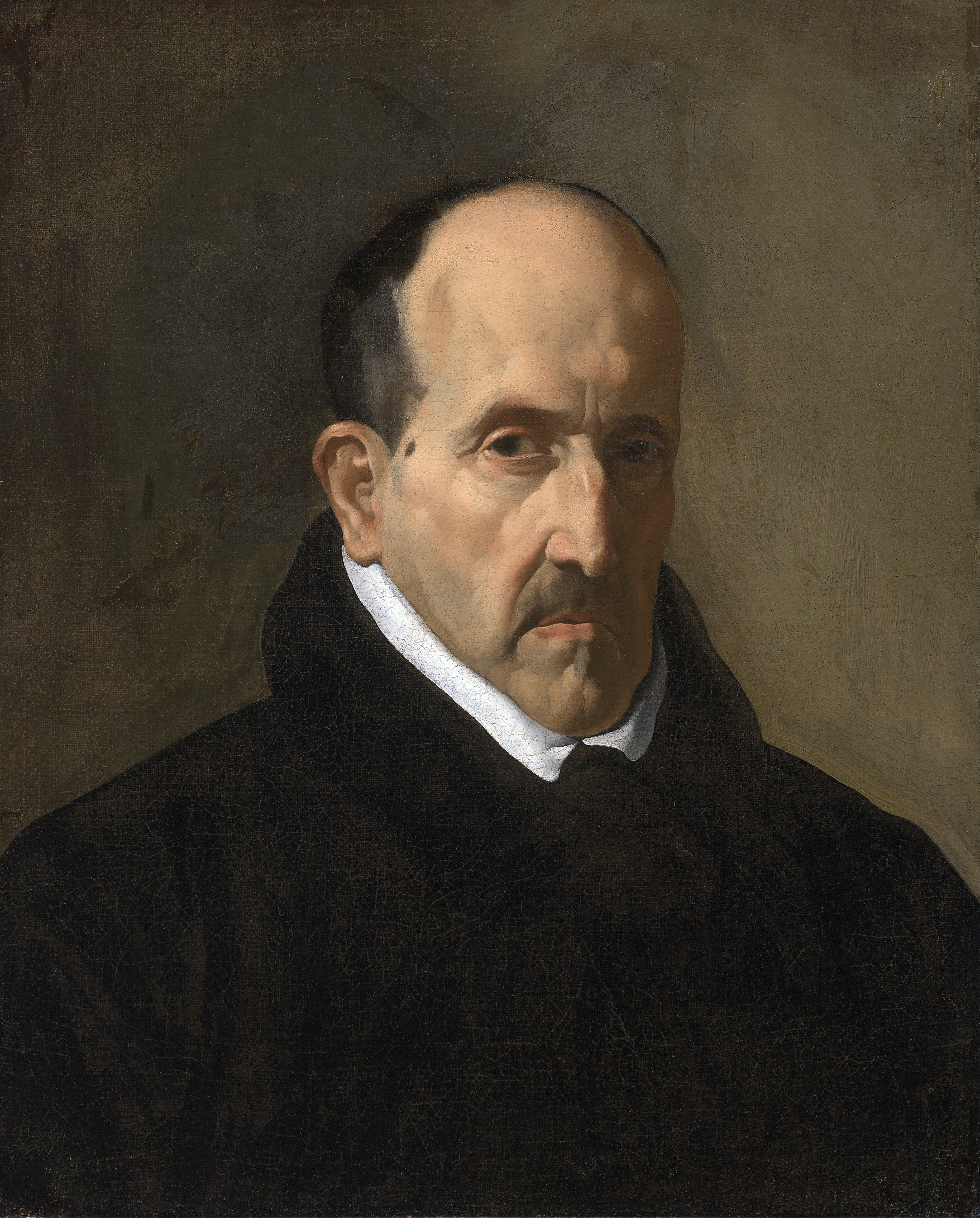
Velázquez, Retrato de Luis de Góngora, 1622.
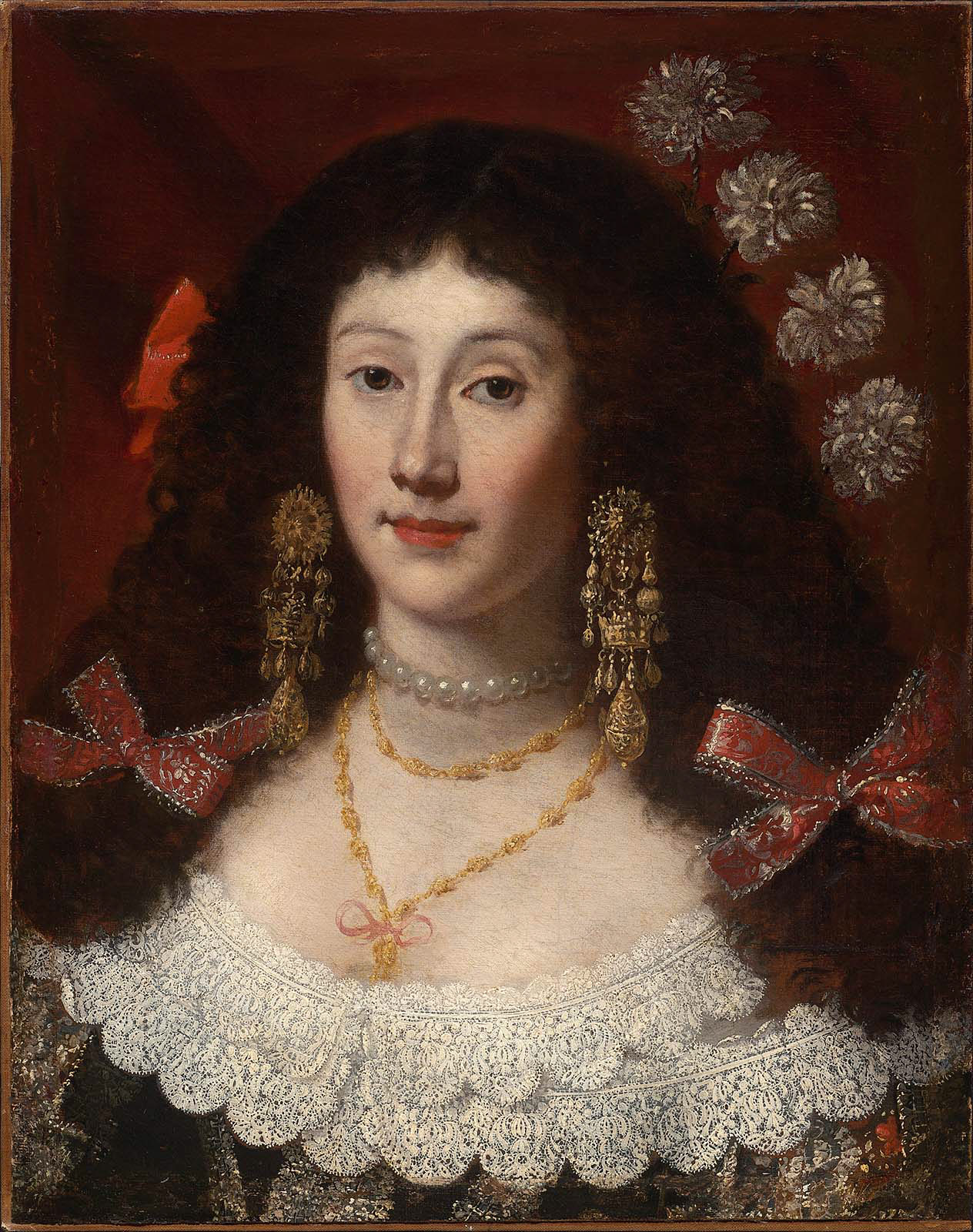
Juan Carreño de Miranda, Retrato de mujer, c. 1660.
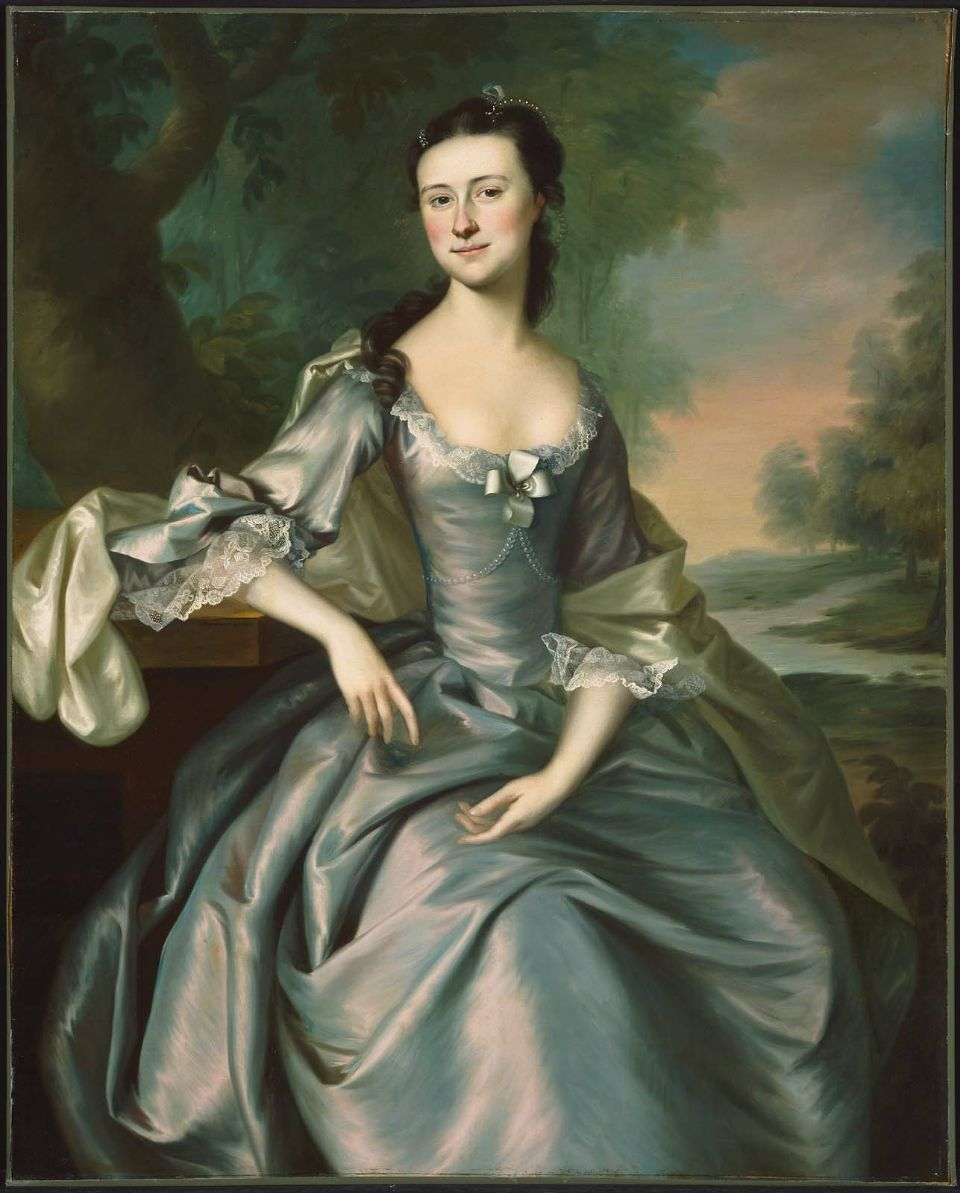
Joseph Blackburn, Susan Apthorp, 1757.
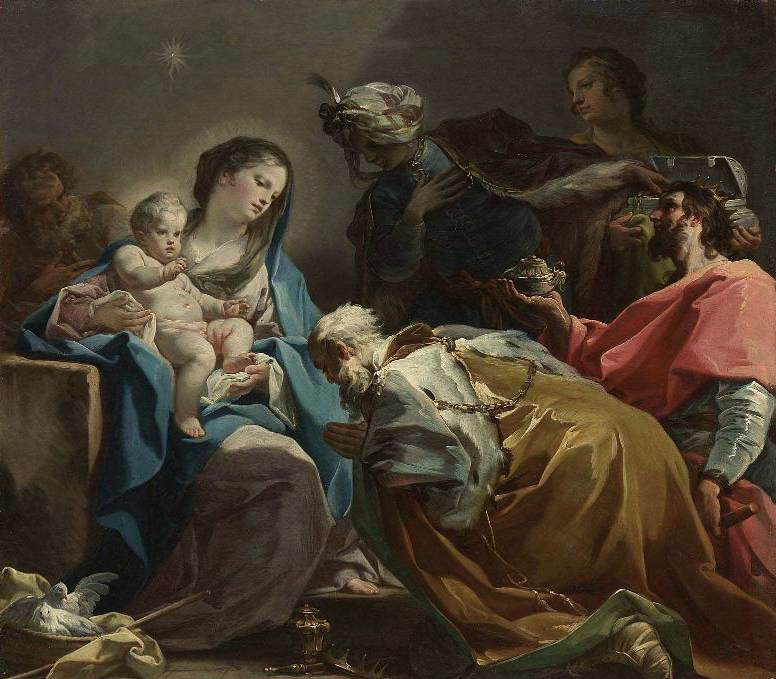
Corrado Giaquinto, Adoración de los Magos, 1725
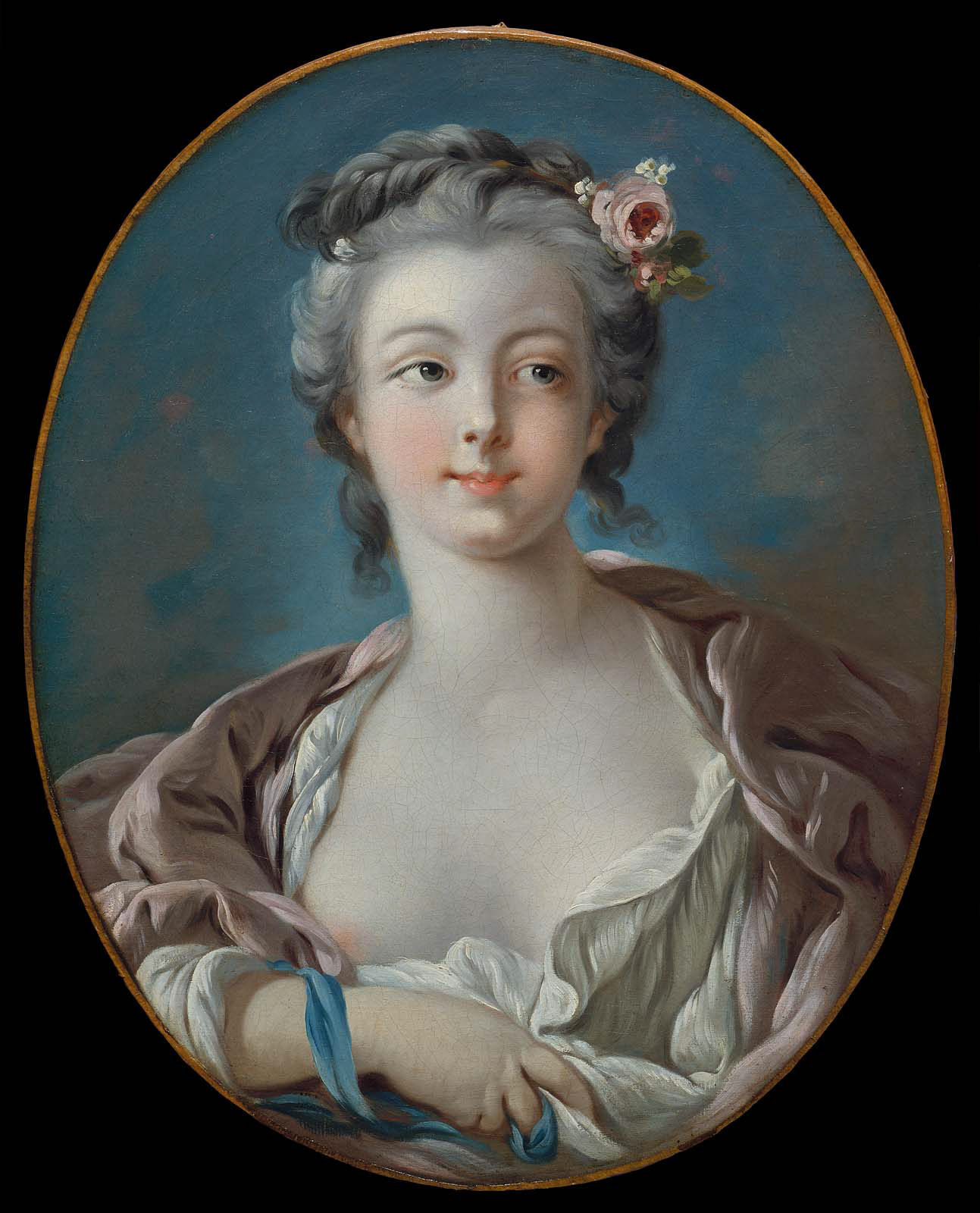
Joven con flores en el cabello, de François Boucher, c. 1734.
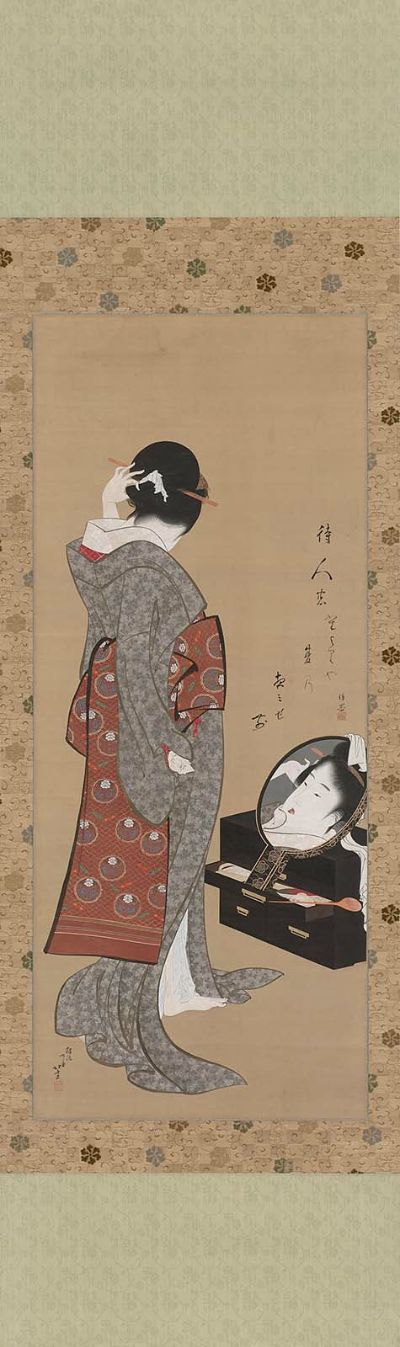
Katsushika Hokusai, Mujer mirándose al espejo, 1805.
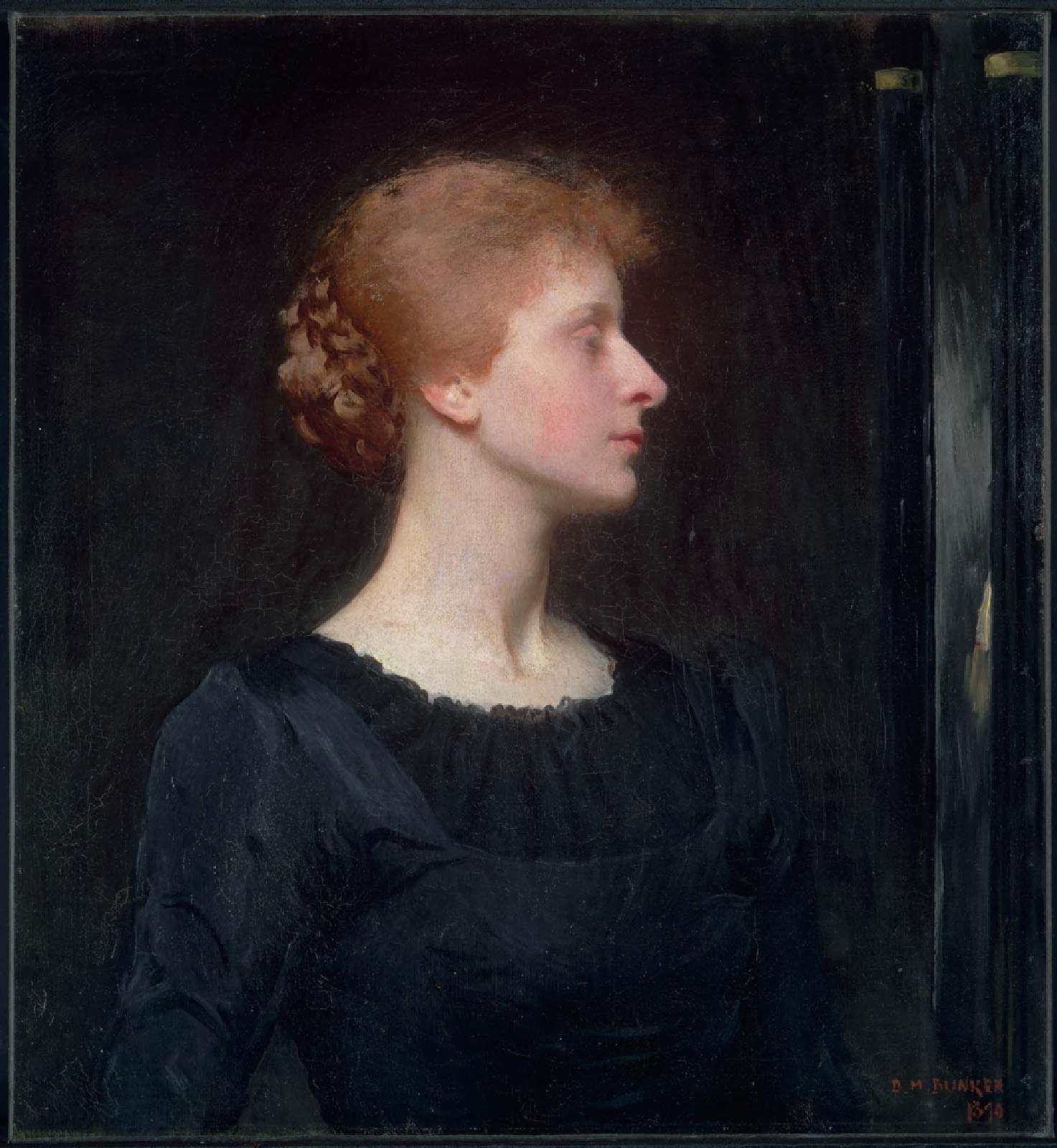
Dennis Miller Bunker, Jessica, 1890.
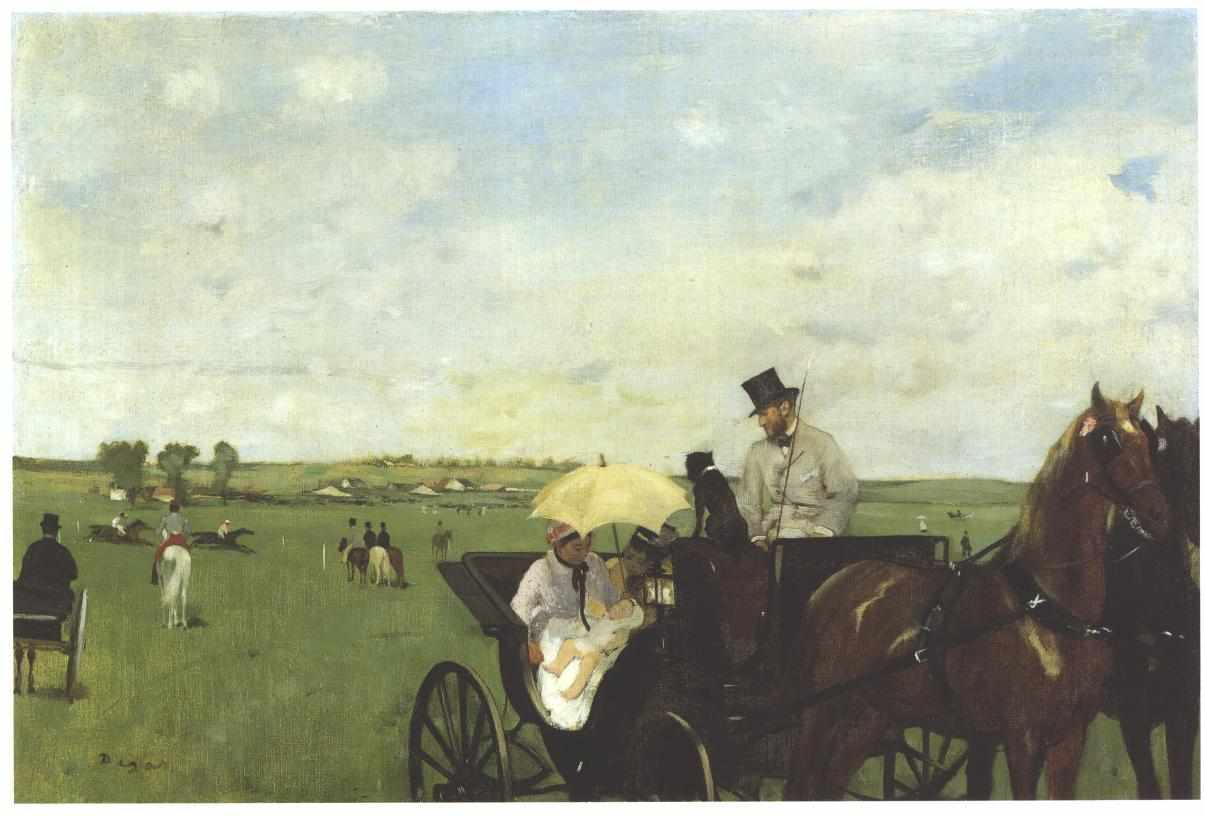
Edgar Degas, Coches en las carreras c. 1872.
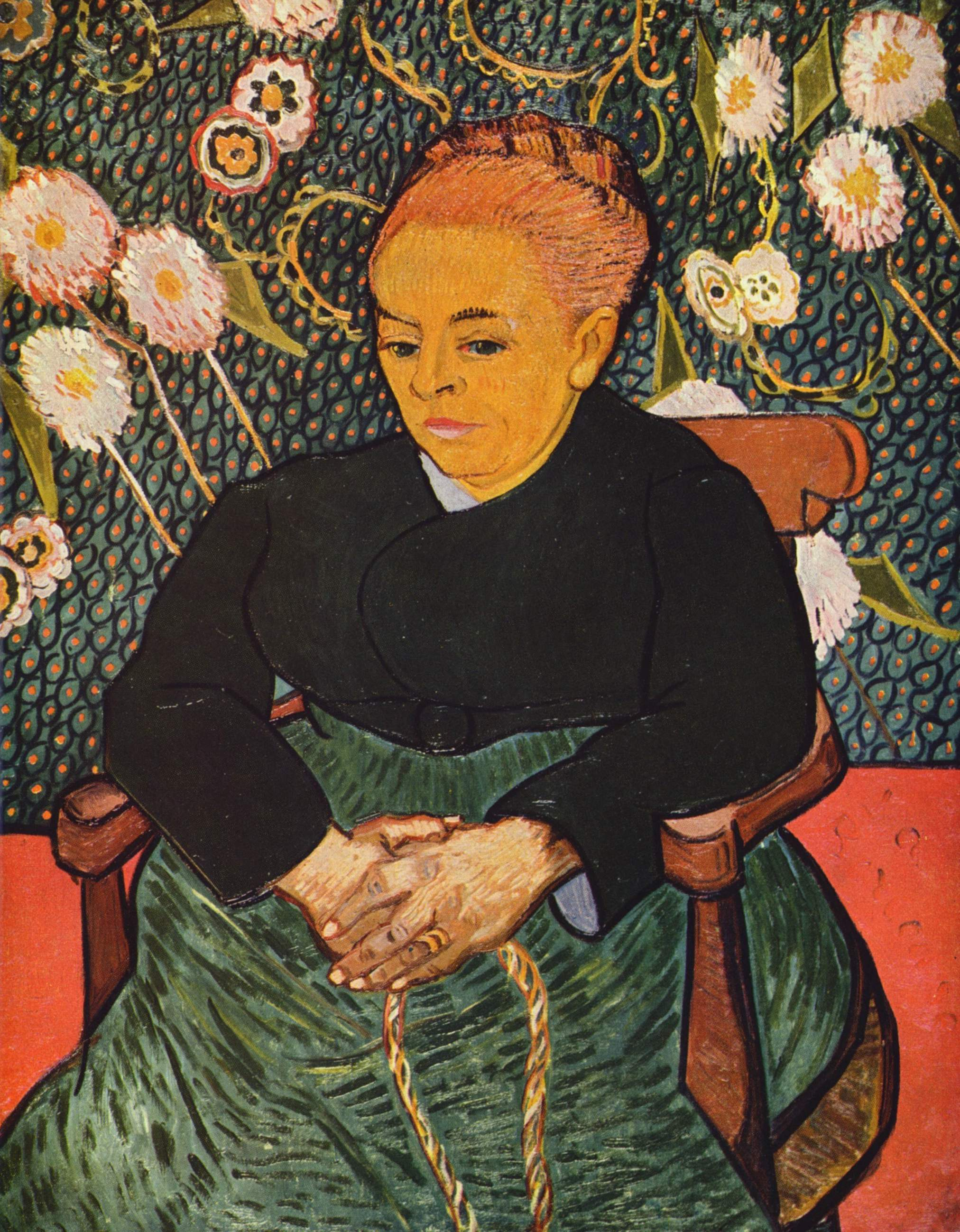
Van Gogh, La Berceuse, 1889.